# Демченко Всеволод Якович
Де́мченко Все́волод Я́кович (1 [13] березня 1875 — 7 вересня 1933, Логастрело, Італія) — інженер та підприємець, громадський діяч, син Якова Демченка.

## Біографія
Народився у дворянській родині. Закінчив Четверту київську гімназію, вищу інженерну освіту здобув у інженерному інституті Олександра I. Брав участь у роботах зі спорудження Полтавсько-Київської залізниці, у подальшому перейшов до роботи по брукуванню київських вулиць. Невдовзі Київська міська дума офіційно доручила йому замощення вулиць, пізніше він очолив комісію з благоустрою. Київ був першим містом у Російській імперії, де 1909 з'явилося мозаїчне брукування різнокольоровими гранітними кубиками (пізніше — у Москві та Варшаві). Граніт для брукування завозився з Волині та Швеції.
Робота на цій посаді принесла Всеволодові Демченку гроші і відомість — як позитивну, так і негативну. Швидке збагачення самого Демченка викликало в деяких киян підозру в його особистій зацікавленості в будівництві та ремонті. Скандальну стався, коли гласний міської думи Микола Добринін публічно кинув на адресу Демченка: «Приїхав до Києва голоштаном, а з мостових набудував собі садибу!». У відповідь Всеволод Демченко викликав Добриніна на дуель. Від дуелі Добринін відмовився, а суд зобов'язав його вибачитися перед Всеволодом Демченком, визнавши звинувачення бездоказовим.
Деякі з мостових, перебудовані за проєктом Всеволода Демченка, збереглися досі, не зважаючи на численні ремонти (наприклад вул. Архітектора Городецького)[джерело?].
Всеволод Демченко брав участь у громадському житті Києва, його обирали гласним міської думи. Як і його батько, він проголошував себе монархістом та захисником єдності Російської імперії. Як члена київського клубу російських націоналістів Всеволод Демченка обрали депутатом IV Державної думи Російської імперії (1912—1917).
На його замовлення було споруджено прибуткові будинки:
- на розі вулиць Лютеранської та Мерінгівської (1901, арх. М. Казанський)[4],
- на розі вулиць Лютеранської та Мерінгівської (1904, арх. О. Вербицький)[5],
- на розі вулиць Миколаївської та Ольгинської (1909, арх. І. Бєляєв)[6],
- на розі вулиць Великої Житомирської та Малої Володимирської (1909, арх. І. Бєляєв)[7],
- можливо, також ще один будинок на розі Миколаївської площі та вулиці Ольгинської (близько 1901, ймовірно, арх. М. Яскевич[8], прибудова 1909, арх. І. Бєляєв[9]).

В 1912-1916 роках проживав у власному особняку по вул. Єлизаветинській, 8, на Липках.

## Після революції
У 1917 році Всеволод Демченко займав пост волостного комісара Тимчасового уряду, висловлювався за суттєвє коригування політичної лінії російських націоналістів, відповідно до нових умов. Під час першого зайняття Києва більшовиками його жорстоко побили у своєму будинку, ледь уник розстрілу. За часів Української Держави працював в адміністрації гетьмана Скоропадського. Після встановлення Радянської влади емігрував з країни. Помер 7 вересня 1933 року в Логастрело в Італії.